# Arnor
En el universo imaginario de J. R. R. Tolkien y en la novela El señor de los anillos, Arnor, que en sindarin significa «tierra del rey» (también conocido como el Reino del norte), es uno de los reinos en el exilio fundados por Elendil el Alto tras el hundimiento de la isla de Númenor. El reino, que se extendía al oeste de la Tierra Media y ocupaba casi todo Eriador, limitaba al norte con el reino de Angmar y la bahía de hielo de Forochel, al oeste con las Montañas Azules, al este con las Montañas Nubladas y al sur con el río Gwathló.
La capital del Reino era Annúminas, donde se encontraban el cetro de Annúminas, símbolo del poder de los reyes de Arnor, una de las palantíri y el Anillo de Barahir. Otros lugares importantes eran Emyn Beraid, Fornost, Bree, Tharbad y Amon Sûl.
Hubo diez reyes en Arnor, antes de que las disputas entre hermanos por la sucesión al trono ocasionaran la división del reino en tres: Arthedain, Cardolan y Rhudaur. Estos tres reinos fueron asolados por las tropas de Angmar, cuyo rey era el rey Brujo, señor de los Nazgûl.
Tras la Guerra del Anillo y la coronación de Aragorn como rey del Reino Unificado, el reino empezó su reconstrucción.